# Vāmarzān
Vāmarzān (persiska: وامرزان, وامرزن, Vāmarzan) är en bondby i Iran.   Den ligger i provinsen Semnan, i den norra delen av landet, 280 km öster om huvudstaden Teheran. Vāmarzān ligger 1 104 meter över havet och antalet invånare är 343.
Terrängen runt Vāmarzān är huvudsakligen platt, men norrut är den kuperad. Runt Vāmarzān är det glesbefolkat, med 9 invånare per kvadratkilometer. Närmaste större samhälle är Dāmghān, 8,2 km väster om Vāmarzān. Trakten runt Vāmarzān är ofruktbar med lite eller ingen växtlighet.